# Louvre Hotels Group
Die Louvre Hotels Group ist eine französische Hotelkette mit Sitz in Nanterre.

## Geschichte
Die Gründung der Gruppe erfolgte durch die Familie Taittinger im Jahr 1976 (erstes Hotel Campanile). Nach und nach wurde das Unternehmen, das zunächst auf Frankreich ausgerichtet war, internationalisiert. 2009 wurde die Golden Tulip Hospitality Group mit all ihren Hotels in die Louvre Group integriert.
Im Jahr 2015 wurde die Gruppe durch den chinesischen Touristikkonzern Jin Jiang International übernommen. Im Jahr 2017 wurde der indische Konzern Sarovar in das Markenportfolio aufgenommen.
Als zweitgrößte europäische Hotelgruppe verfügt die Louvre Hotels Group über ein Netzwerk in 60 Ländern mit insgesamt rund 1.700 Hotels mit ca. 147.000 Zimmern aller Komfort-Kategorien. Ca. 29.000 Mitarbeiter sind bei den einzelnen Hotels der Gruppe beschäftigt.

## Hotelmarken
Die LHG betreibt Hotelmarken in allen Preisklassen:
| Marke               |  | vertreten in                   | Bemerkung                              |
| ------------------- |  | ------------------------------ | -------------------------------------- |
| Hotel Campanile     |  | Europa, Afrika                 | meist am Ortsrand gelegen              |
| Tulip Inn           |  | Europa, Afrika                 |                                        |
| Royal Tulip         |  | Europa                         |                                        |
| Golden Tulip        |  | Europa, Asien, Afrika, Amerika |                                        |
| Tulip Inn           |  | Europa, Afrika, Asien, Amerika |                                        |
| Kyriad Hotels       |  | Europa, Afrika, Asien          |                                        |
| Temptingplaces      |  | Europa, Afrika, Asien          | Boutiquehotel                          |
| Premiere Classe     |  | Europa                         | oftmals direkt an der Autobahn gelegen |
| Sarovar Hotels      |  | Indien                         |                                        |
| Hotels & Préférence |  | Europa, Amerika                |                                        |